# Destinee Hooker
Destinee Dante' Hooker (Francoforte sul Meno, 7 settembre 1987) è una pallavolista ed ex altista statunitense, di ruolo opposto.

## Biografia
È la sorella minore dell'ex velocista Marshevet Hooker, medaglia d'oro nella staffetta 4×100 metri ai Mondiali di Taegu 2011.

## Carriera

### Club
La carriera di Destinee Hooker inizia nel 2006 tra le file della Texas con la quale disputa per due volte la final-four della NCAA Division I, nel 2008, uscendo sconfitta in semifinale dalla Stanford e nel 2009 arrivando sino in finale per poi perdere al tie-break contro la Penn State; nonostante la sconfitta, viene eletta Most Outstanding Player della finale, grazie anche ai 38 punti messi (34 attacchi) messi a segno. Durante il periodo universitario si dedica anche al salto in alto, raggiungendo il record personale indoor di 1,98 m e vincendo due titoli NCAA outdoor e due medaglie di bronzo ai campionati nazionali outdoor nel 2006 e 2007.
Terminata l'università, va a giocare in Corea del Sud nel GS Caltex Seoul, con cui disputa la parte finale della stagione 2009-10. Nella stagione 2010 gioca nelle Pinkin de Corozal, con le quali vince la Liga de Voleibol Superior Femenino, venendo anche eletta MVP; durante la prima gara della serie finale mette a segno 43 punti, stabilendo un nuovo record. Nella stagione seguente viene ingaggiata dalla Robursport Pesaro, con cui si aggiudica la Supercoppa italiana, venendo anche premiata come MVP della manifestazione; tuttavia l'11 marzo 2011 lascia la squadra italiana, contro il volere della società, per operarsi al menisco negli Stati Uniti, nonostante il parere contrario dello staff medico, ad una settimana dalla final-four di Champions League. 
Nel campionato 2011-12 passa all'Osasco, impegnato nella Superliga brasiliana, con cui vince lo scudetto, mentre nel campionato successivo viene ingaggiata dalla Dinamo Krasnodar, militante nella Superliga russa e con la quale vince la Challenge Cup; al termine della stagione annuncia il momentaneo ritiro dalla pallavolo per maternità.
Riprende l'attività agonistica nella Liga de Voleibol Superior Femenino, disputando la fase finale della stagione 2014 con le Criollas de Caguas, che tuttavia lascia dopo qualche partita. Nell'annata 2014-15 torna a giocare in Corea del Sud, questa volta con le IBK Altos, con le quali si aggiudica lo scudetto. Dopo una nuova pausa per maternità, nella stagione 2016-17 torna in Brasile, questa volta per difendere i colori del Minas, dove milita per due annate, conquistando il campionato sudamericano per club 2018. Nel campionato 2018-19 fa ritorno all'Osasco, sempre in Superliga Série A, mentre in quello successivo è impegnata nella Chinese Volleyball Super League con il Tianjin, conquistando ancora uno scudetto.
Ritorna in campo con le Sanjuaneras de la Capital per disputare la Liga de Voleibol Superior Femenino 2021, trascinando la sua squadra alle finali scudetto, ma, a qualche giorno dall'inizio della serie finale, è costretta a interrompere ogni attività a causa di una gravidanza ad alto rischio: la mancata sostituzione dell'atleta, impossibile da regolamento, sfocia in un caso giudiziario con diverse conseguenze, tra cui la sconfitta a tavolino in finale per la sua squadra.

### Nazionale
Nel 2008 riceve le prime convocazioni nella nazionale statunitense, disimpegnandosi in tornei amichevoli. I primi successi arrivano con la conquista della medaglia d'oro al World Grand Prix 2010 e 2011, premiata in quest'ultimo come miglior giocatrice del torneo, seguite da un altro oro al campionato nordamericano 2011 e dall'argento alla Coppa del Mondo 2011, dove viene premiata come miglior attaccante; vince inoltre la medaglia d'argento ai Giochi della XXX Olimpiade di Londra, dove viene premiata ancora come miglior attaccante e difende per l'ultima volta i colori della nazionale a stelle e strisce.

## Palmarès

### Club
- Campionato portoricano: 1

2010
- Campionato brasiliano: 1

2011-12
- Campionato sudcoreano: 1

2014-15
- Campionato cinese: 1

2019-20
- Supercoppa italiana: 1

2010
- Campionato sudamericano per club: 1

2018
- Challenge Cup: 1

2012-13

### Premi individuali
- 2007 - All-America Second Team
- 2008 - All-America First Team
- 2008 - NCAA Division I: Seattle regional All-Tournament Team
- 2008 - NCAA Division I: Omaha national All-Tournament Team
- 2009 - All-America First Team
- 2009 - NCAA Division I: Omaha regionale MVP
- 2009 - NCAA Division I: Tampa nationale Most Outstanding Player
- 2010 - Liga de Voleibol Superior Femenino: MVP della finale
- 2010 - Supercoppa italiana: MVP
- 2011 - World Grand Prix: MVP
- 2011 - Coppa del Mondo: Miglior attaccante
- 2012 - Giochi della XXX Olimpiade: Miglior attaccante
- 2012 - Coppa di Russia: Miglior servizio
- 2015 - V-League: MVP 3º round